# Siegfried van Lier
Siegfried Jacob (Sieg) van Lier (Amsterdam, 11 december 1877 - aldaar, 10 mei 1976) was een Nederlandse jurist, die werkzaam was als advocaat en gemeentesecretaris van Amsterdam.
Tijdens de Tweede Wereldoorlog werd hij, nadat hij door de nazi's was ontheven uit zijn functie bij de gemeente Amsterdam, een van de leden van de Joodse Raad. Dit was opvallend omdat Sieg - zoals hij zich meestal liet noemen - weliswaar een invloedrijke positie had binnen bestuurlijk Amsterdam, maar geen praktiserende jood was.

## Levensloop
Van Lier werd geboren in 1877 als jongste kind en enige zoon van de Utrechtse advocaat en notaris mr. dr. Herman Jacob van Lier en de Amsterdamse Florette Henriëtte Dresden. Sieg had vier oudere zussen: Marianne, Judith, Elisabeth en Mathilde (Til). Doordat het ongebruikelijk was dat vrouwen indertijd gingen studeren en de familie welgesteld was, had hij alle ruimte om na afronding van het gymnasium rechten te gaan studeren. Daarmee hield hij een familietraditie in stand: ook zijn grootvader, Salomon Jacob van Lier was jurist en werkte als rechter in Amsterdam.
Na zijn afstuderen, verdedigde Van Lier op 4 juli 1906 zijn stellingen (dit was in die tijd en zeker bij rechtsgeleerdheid nog gebruikelijk) aan de Universiteit van Amsterdam bij professor mr. Levi de Hartog. Aanvankelijk ging hij aan het werk als advocaat en procureur. Hij combineerde dit met vrijwilligerswerk bij de gemeentesecretarie.

### Eerste huwelijk
Op 12 juni 1907 trouwde Sieg in Amsterdam met (de niet-Joodse) Engelina Frederika Bleeker.
Het echtpaar kreeg twee dochters: Hermina Adriana (Hermy genoemd) werd geboren op 15 maart 1908 en Nora op 21 juni 1911. Het gezinsleven was niet lang gelukkig want Engelina overleed op 9 oktober 1920.

### Tweede huwelijk
Met de zorg voor twee jonge dochters, lag een nieuwe relatie in het verschiet. Sieg vond de liefde bij een hoofdcommies van de Gemeentesecretarie mr. dr. Annechien Schippers. Zij trouwden op 18 mei 1921. Het gezin bleef beperkt tot de echtlieden en de eerder geboren (stief)dochters.

### Verdere privéleven
Tijdens zijn studententijd besteedde Van Lier veel aandacht aan tennis en zwemmen. Hij speelt ook piano en maakt diverse fietstochten en reizen, vooral naar de grote Europese steden. Ook heeft hij liefde voor muziek en speelt hij piano.

## Carrière
Na zijn afstuderen werkte Van Lier als advocaat en procureur. Al vroeg in zijn carrière werkte hij op vrijwillige basis voor de Gemeentesecretarie, aanvankelijk bij afdeling Armwezen en Statistiek. In 1908 werd hij benoemd tot commies bij het Gemeentelijke Bouw- en Woningtoezicht om niet lang daarna te worden bevorderd tot secretaris van deze afdeling. Deze functie vervult hij meerdere jaren om daarna als chef van de afdeling Algemene Zaken der Gemeentesecretarie aan de slag te gaan. In deze hoedanigheid - ook wel als Chef van het Kabinet van de Burgemeester - vergezelt hij burgemeester Willem de Vlugt op buitenlandse reizen naar onder meer Denemarken en Zweden (1923), Tsjecho-Slowakije, Oostenrijk en Hongarije (1930).

### Gemeentesecretaris van Amsterdam
Op 29 maart 1933 werd Van Lier benoemd tot gemeentesecretaris. Dit kwam hem vrijwel direct op een aanval van antisemitisme te staan bij monde van RKSP-gedeputeerde Jan Bomans die in de R.K. Gooische Post van 21 april 1933 stelde dat: “De Joden, die in Amsterdam 10 % der bevolking uitmaken, hebben vier van de zes wethouderszetels en zij kozen nog een Jood als secretaris. Wij katholieken moesten dat eens doen.”
In de polemiek die volgt in diverse bladen, heerst een teneur van onrechtvaardigheid omdat Van Lier niet alleen de hoogste gemeentelijke ambtenaar was, maar zijn echtgenote eveneens een belangrijke functie vervulde (bij Volkshuisvesting) bij de gemeente. In deze tijden van crisis, zo is de heersende opvatting, zouden hogere inkomens bij voorkeur verdeeld moeten worden over meerdere huishoudens.
Vanaf 1935 riep Van Lier op tot steun aan het Joods Invalide, waardoor hij in 1936 tot erelid van de Vereniging Joods Invalide werd benoemd. In 1937 kwam hij op voor het houden van een aubade bij het Jonas Daniel Meijerplein tijdens het bezoek van prinses Juliana en prins Bernhard. In het najaar van 1940 dient Van Lier - net als alle andere Joodse ambtenaren - te vertrekken als gemeentesecretaris.  

### Joodsche Raad van Amsterdam
Nadat Beauftragte Böhmcker opdracht had gegeven tot de vorming van de Joodse Raad, zijn het classicus David Cohen en diamanthandelaar Abraham Asscher die het voorzitterschap samen op zich nemen. Zij vertegenwoordigen slechts een minderheid van de Nederlandse Joden, die meestal van eenvoudige komaf zijn en hoofdzakelijk in de armere delen van Amsterdam wonen. Binnen het beeld dat zij hebben van de te vormen Raad, past Sieg van Lier in zoverre goed in dat plaatje omdat hij doordat hij al ruim een kwart eeuw werkzaam is bij de gemeente. Over bijdragen van Sieg van Lier aan de werkzaamheden van de Raad is niets bekend.
In de zomer van 1943 - voordat de Raad in september van dat jaar ophoudt te bestaan - verdwijnt Siegfried van Lier uit de Joodse Raad. Net als zijn mede-lid Abraham Krouwer zien de bezetters hem niet langer als Volljuden. Dit heeft hem dan ook behoed voor deportatie en alle mogelijke gevolgen van dien.

### Terugkeer als gemeentesecretaris
Op 7 mei 1945 is Sieg van Lier weer terug als gemeentesecretaris. Volgens hem was hij nooit ontslagen - daar had de bezetter de juridische bevoegdheid indertijd niet toe -  maar enkel ontheven van zijn taken. Hoewel hij inmiddels de pensioengerechtigde leeftijd - hij is 67 ten tijde van de bevrijding - heeft bereikt, blijft Van Lier actief als gemeentesecretaris tot zijn opvolger op 1 maart 1946 het stokje overneemt. De dan nog waarnemend (en scheidend) burgemeester Feike de Boer spreekt hem op 27 februari 1946 toe ter afscheid: “De heer Van Lier is van 1906 af bij de Gemeente geweest, heeft verschillende rangen doorlopen en is van 1933 tot 1941 – het jaar waarin hij door de bezettende overheersers werd weggejaagd – Secretaris van uw Raad geweest. Op 7 mei 1945 is hij weer als Gemeentesecretaris opgetreden en sedert de Gemeenteraad weer bijeen komt als Secretaris van de Raad.”

## Laatste jaren
Na zijn pensioen leefde Siegfried van Lier teruggetrokken en behoudens familie-aangelegenheden was hij niet meer publiekelijk betrokken bij de Joodse gemeenschap in Nederland. Voor zijn tachtigste verjaardag werd in 1957 een artikel aan hem gewijd in het NRC Handelsblad.
Sieg van Lier overlijdt op 10 mei 1976 op 98-jarige leeftijd in zijn geboorteplaats Amsterdam.

## Eerbetoon
- Erelid vereniging Joods Invalide (1936)[1][2]

### Onderscheidingen

#### Commandeur
- Parancsnoki kereszt Magyar Érdemrend (Hongarije)[2]

#### Officier
- Officier in de Orde van Oranje-Nassau (1928)[1][2]
- Officier in de Kroonorde (België)[2]
- Ofițer în Ordinul Coroana României (Roemenië)[2]

#### Ridder Eerste klasse
- Ridder av 1. klasse i Den Kongelige Norske St. Olavs Orden (Noorwegen)[2]
- Riddare av 1. klass i Kungliga Vasaorden (Zweden)[2]
- Caballero 1.ª Clase en Orden del Mérito Naval (Spanje)[2]

#### Ridder
- Chevalier d'Ordre national de la Légion d'honneur (Frankrijk)[2]
- Cavaliere d'Ordine della Corona D'Italia (Italië)[2]

- Biografisch Portaal: 24790345